# Beta-D
Beta-D – organiczny związek chemiczny z grupy psychodelicznych fenyloetyloamin (obok 4-D, jedna z dwóch zawierających deuter). Występuje w postaci siarczanu lub chlorowodorku. Jest β-dideuterowym analogiem meskaliny. Zsyntetyzowana po raz pierwszy przez Alexandra Shulgina, opisana w PiHKAL z dawkowaniem 200–400 mg dla siarczanu i 178–356 mg dla chlorowodorku oraz czasem trwania efektów 12 godzin. Według Shulgina szybko zaczyna działać, powoduje zwiększone uznanie dla muzyki i tworzy silny związek z Bogiem.